# Cıvıklı
Cıvıklı ist ein Ortsteil (Mahalle) im Landkreis Saimbeyli der türkischen Provinz Adana mit 227 Einwohnern (Stand: Ende 2024). Im Jahr 2011 hatte der Ort Cıvıklı 316 Einwohner.